# Long Bright River
Long Bright River är en TV-serie baserad på boken med samma namn av Liz Moore, vars stora huvudroll kommer att spelas av Amanda Seyfried. Den hade premiär på streamingtjänsten Peacock i USA,  den 13 mars 2025.

## Handling
En polis från Philadelphia (Seyfried) arbetar i en stadsdel med hög droganvändning där en serie mord äger rum.

## Rollista

### Huvudensemble
| Amanda Seyfried   | – Mickey       |
| Nicholas Pinnock  | – Truman Dawes |
| Ashleigh Cummings | – Casey        |
| Callum Vinson     | – TBA          |
| John Doman        | – TBA          |

### Återkommande ensemble
| Dash Mihok            | – TBA |
| Britne Oldford        | – TBA |
| Matthew Del Negro     | – TBA |
| Harriet Sansom Harris | – TBA |
| Patch Darragh         | – TBA |
| Perry Mattfeld        | – TBA |
| Albert DiCesare       | – TBA |